# FC Porto

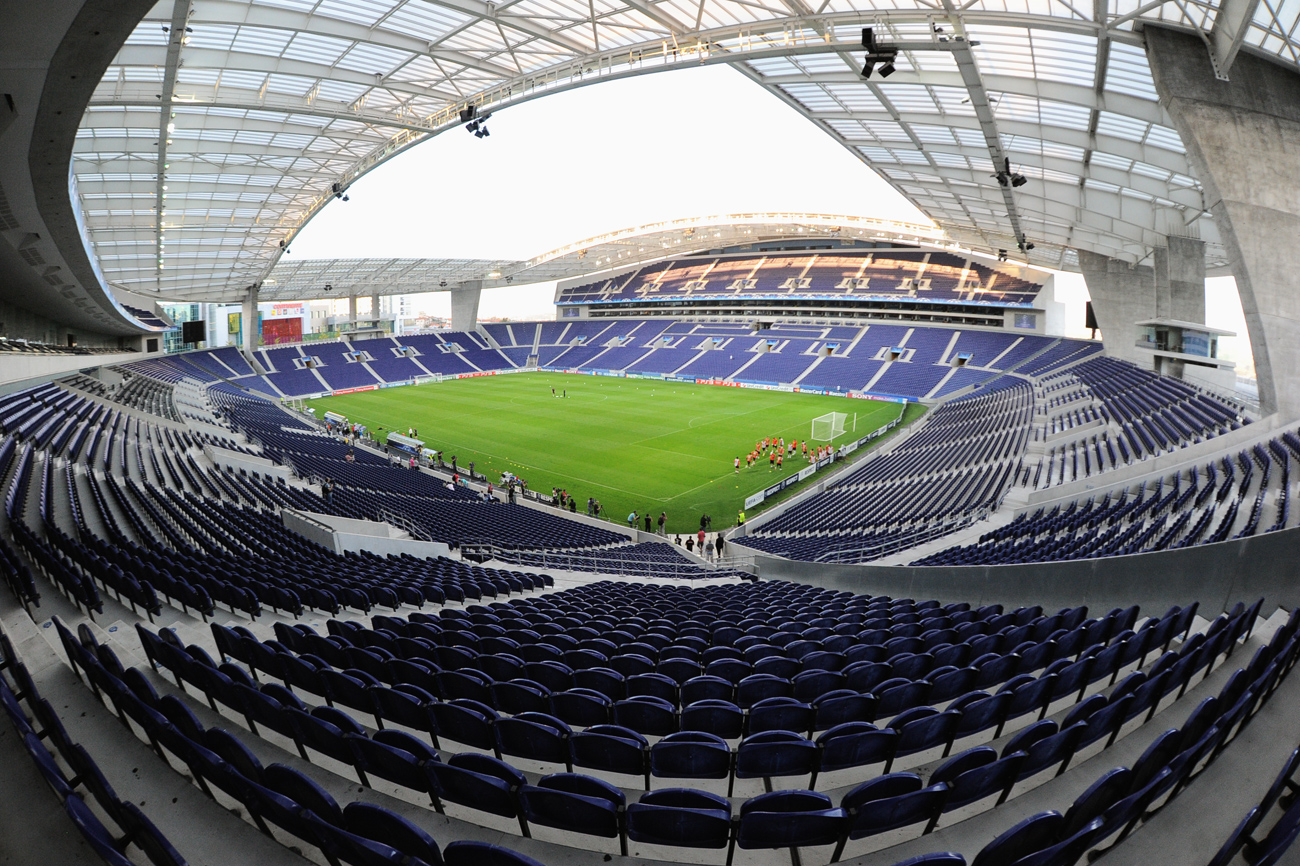
Estádio do Dragão

FC Porto is een Portugese sportvereniging, opgericht op 28 september 1893. De thuishaven is het Estádio do Dragão, te Porto. Het voetbalteam is het meest bekend, maar men doet ook aan basketbal, handbal, rolhockey, biljarten, boksen, strandvoetbal, superleague formula, volleybal, wielrennen en zwemmen.

## Geschiedenis
FC Porto werd opgericht in 1893. En behoort samen met Sporting CP en aartsrivaal SL Benfica tot de traditionele grote drie van Portugal.
De club speelt sinds de oprichting van de Primeira Liga in 1933 onafgebroken in de hoogste Portugese divisie. Het team heeft als bijnaam de Dragões (Draken), en de clubkleuren zijn blauw-wit.

### Nationaal
De club is met 74 prijzen de meest succesvolle club van Portugal. Met 30 landstitels moet het enkel Benfica met 37 laten voorgaan. Tussen de seizoenen 1994-1995 en 1998-1999 won het 5 maal op rij de titel, een record. Ook won de club 16 keer de Portugese voetbalbeker, en 17 maal de Supertaça Cândido de Oliveira, de Portugese supercup.
In 2010-2011 en 2012-2013 werd Porto landskampioen, zonder dat seizoen één wedstrijd te verliezen.

### Internationaal
De club werd pas echt internationaal succesvol sinds de tijd dat Pinto da Costa de voorzitter van de club werd in 1982. In 1987 won FC Porto de Europacup I door in de finale met 2-1 te winnen van Bayern München. In de finale maakt de Algerijn Rabah Madjer met een hakbal in de 32ste minuut van de tweede helft de gelijkmaker. Op aangeven van diezelfde Madjer scoort even later Juary Jorge Santos Filho, kortweg Juary, de winnende treffer. Een jaar later won het van Ajax ook nog de UEFA Super Cup en ook de wereldbeker voor clubteams werd gewonnen doordat CA Peñarol, de winnaar van de Copa Libertadores, opzij werd gezet met 2-1.
Na de eerste Europese successen viel het team internationaal wat terug. Onder José Mourinho herleefde het team. In 2003 won de club de UEFA Cup met een 3-2-overwinning op het Schotse Celtic FC. In de weg naar de finale versloeg Porto onder andere Panathinaikos FC en SS Lazio. Een jaar later trad FC Porto aan in de UEFA Champions League. Het eindigde als tweede in groep F, achter Real Madrid, maar voor Olympique de Marseille en Partizan Belgrado. In de achtste finale won het verrassend van Manchester United, in de kwartfinale won het van Olympique Lyonnais en in de halve finale won het van Deportivo La Coruña. De finale van de UEFA Champions League van 2004 werd in de Veltins-Arena gespeeld in het Duitse Gelsenkirchen. Het speelde tegen AS Monaco. Porto won vrij makkelijk met 0-3. Na dit succes vertrok Mourinho naar het Engelse Chelsea FC.
Hierna won het in 2004 nog wel de laatste editie van de wereldbeker voor clubteams, maar het duurde tot 2011 voor het nog een Europese prijs pakte. In de UEFA Europa League werd onder André Villas-Boas een nagenoeg perfect parcours afgelegd. In de finale werd met 1-0 gewonnen van de landgenoten van SC Braga.

## Erelijst
| Internationaal                       |     | |
| Intercontinental Cup                 | 2x  | 1987, 2004 |
| European Cup / UEFA Champions League | 2x  | 1987, 2004 |
| UEFA Cup / UEFA Europa League        | 2x  | 2003, 2011 |
| European Super Cup                   | 1x  | 1987 |
| Nationaal                            |     | |
| Primeira Divisão / Primeira Liga     | 30x | 1935, 1939, 1940, 1956, 1959, 1978, 1979, 1985, 1986, 1988, 1990, 1992, 1993, 1995, 1996, 1997, 1998, 1999, 2003, 2004, 2006, 2007, 2008, 2009, 2011, 2012, 2013, 2018, 2020, 2022 |
| Taça de Portugal                     | 20x | 1956, 1958, 1968, 1977, 1984, 1988, 1991, 1994, 1998, 2000, 2001, 2003, 2006, 2009, 2010, 2011, 2020, 2022, 2023, 2024                                                             |
| Taça da Liga                         | 1x  | 2023 |
| Supertaça Cândido de Oliveira        | 24x | 1981, 1983, 1984, 1986, 1990, 1991, 1993, 1994, 1996, 1998, 1999, 2001, 2003, 2004, 2006, 2009, 2010, 2011, 2012, 2013, 2018, 2020, 2022, 2024                                     |

## Sponsoren
| Periode    | Kledingsponsor | Shirtsponsor |
| ---------- | -------------- | ------------ |
| 1975-1983  | adidas         | —            |
| 1983-1997  | adidas         | Revigrés     |
| 1997-2000  | Kappa          | Revigrés     |
| 2000-2003  | Nike           | Revigrés     |
| 2003-2008  | Nike           | PT           |
| 2008-2011  | Nike           | TMN          |
| 2011-2014  | Nike           | MEO          |
| 2014-2015  | Warrior        | MEO          |
| 2015-2016  | New Balance    | —            |
| 2016-2018  | New Balance    | MEO          |
| 2018-2019  | New Balance    | Altice       |
| 2019-2022  | New Balance    | MEO          |
| 2022-heden | New Balance    | Betano       |

## Overzichtslijsten

### Eindklasseringen
| 6 |

| 3 |

| 5 |

| 4 |

| 5 |

| 2 |

| 3 |

| 4 |

| 2 |

| 4 |

| 1 |

| 2 |

| 2 |

| 1 |

| 4 |

| 3 |

| 2 |

| 2 |

| 2 |

| 2 |

| 3 |

| 3 |

| 3 |

| 2 |

| 9 |

| 3 |

| 5 |

| 4 |

| 4 |

| 2 |

| 4 |

| 3 |

| 1 |

| 1 |

| 2 |

| 2 |

| 3 |

| 2 |

| 2 |

| 1 |

| 1 |

| 2 |

| 1 |

| 2 |

| 1 |

| 2 |

| 1 |

| 1 |

| 2 |

| 1 |

| 1 |

| 1 |

| 1 |

| 1 |

| 2 |

| 2 |

| 3 |

| 1 |

| 1 |

| 2 |

| 1 |

| 1 |

| 1 |

| 1 |

| 3 |

| 1 |

| 1 |

| 1 |

| 3 |

| 2 |

| 3 |

| 2 |

| 1 |

| 2 |

| 1 |

| 2 |

| 1 |

| 2 |

| 3 |

| 3 |

| Primeira Liga | Liga Portugal 2 |

Tot 1999 stond de Primeira Liga bekend als de Primeira Divisão. 
| Seizoen   | № | Clubs | Divisie       | Duels | Winst | Gelijk | Verlies | Doelsaldo | Punten | Tsch   |
| --------- | - | ----- | ------------- | ----- | ----- | ------ | ------- | --------- | ------ | ------ |
| 2000–2001 | 2 | 18    | Primeira Liga | 34    | 24    | 4      | 6       | 73–27     | 76     | 17.776 |
| 2001–2002 | 3 | 18    | Primeira Liga | 34    | 21    | 5      | 8       | 66–34     | 68     | 21.159 |
| 2002–2003 |   | 18    | Primeira Liga | 34    | 27    | 5      | 2       | 73–26     | 86     | 28.248 |
| 2003–2004 |   | 18    | Primeira Liga | 34    | 25    | 7      | 2       | 63–19     | 82     | 34.143 |
| 2004–2005 | 2 | 18    | Primeira Liga | 34    | 17    | 11     | 6       | 39–26     | 62     | 36.038 |
| 2005–2006 |   | 18    | Primeira Liga | 34    | 24    | 7      | 3       | 54–16     | 79     | 38.679 |
| 2006–2007 |   | 16    | Primeira Liga | 30    | 22    | 3      | 5       | 65–20     | 69     | 38.781 |
| 2007–2008 |   | 16    | Primeira Liga | 30    | 24    | 3      | 3       | 60–13     | 69     | 38.632 |
| 2008–2009 |   | 16    | Primeira Liga | 30    | 21    | 7      | 2       | 61–18     | 70     | 38.763 |
| 2009–2010 | 3 | 18    | Primeira Liga | 30    | 21    | 5      | 4       | 70–26     | 68     | 33.464 |
| 2010–2011 |   | 16    | Primeira Liga | 30    | 27    | 3      | 0       | 73–16     | 84     | 36.987 |
| 2011–2012 |   | 16    | Primeira Liga | 30    | 23    | 6      | 1       | 69–19     | 75     | 35.177 |
| 2012–2013 |   | 16    | Primeira Liga | 30    | 24    | 6      | 0       | 70–14     | 78     | 30.278 |
| 2013–2014 | 3 | 16    | Primeira Liga | 30    | 19    | 4      | 7       | 57–25     | 61     | 28.685 |
| 2014–2015 | 2 | 18    | Primeira Liga | 34    | 25    | 7      | 2       | 74–13     | 82     | 31.831 |
| 2015–2016 | 3 | 18    | Primeira Liga | 34    | 23    | 4      | 7       | 67–30     | 73     | 32.324 |
| 2016–2017 | 2 | 18    | Primeira Liga | 34    | 22    | 10     | 2       | 71–19     | 52     | 37.130 |
| 2017–2018 |   | 18    | Primeira Liga | 34    | 28    | 4      | 2       | 64–18     | 88     | 42.674 |
| 2018–2019 | 2 | 18    | Primeira Liga | 34    | 27    | 4      | 3       | 74–20     | 85     | 41.626 |
| 2019–2020 |   | 18    | Primeira Liga | 34    | 26    | 4      | 4       | 74–22     | 82     | 25.147 |
| 2020–2021 | 2 | 18    | Primeira Liga | 34    | 24    | 8      | 2       | 74–29     | 80     | --     |
| 2021-2022 |   | 18    | Primeira Liga | 34    | 29    | 4      | 1       | 86–22     | 91     | 30.219 |
| 2022-2023 | 2 | 18    | Primeira Liga | 34    | 27    | 4      | 3       | 73-22     | 85     | --     |
| 2023-2024 | 3 | 18    | Primeira Liga | 34    | 22    | 6      | 6       | 63-27     | 72     |        |
| 2024-2025 | 3 | 18    | Primeira Liga | 34    | 22    | 5      | 7       | 65-30     | 71     |        |

### FC Porto in Europa
FC Porto speelt sinds 1956 in diverse Europese competities. Hieronder staan de competities en in welke seizoenen de club deelnam. De edities die FC Porto heeft gewonnen zijn dik gedrukt:
- Champions League (30x)

1992/93, 1993/94, 1995/96, 1996/97, 1997/98, 1998/99, 1999/00, 2000/01, 2001/02, 2003/04, 2004/05, 2005/06, 2006/07, 2007/08, 2008/09, 2009/10, 2011/12, 2012/13, 2013/14, 2014/15, 2015/16, 2016/17, 2017/18, 2018/19, 2019/20, 2020/21, 2021/22, 2022/23, 2023/24, 2024/25
- Europacup I (9x)

1956/57, 1959/60, 1978/79, 1979/80, 1985/86, 1986/87, 1987/88, 1988/89, 1990/91
- Europa League (7x)

2010/11, 2011/12, 2013/14, 2015/16, 2019/20, 2021/22, 2025/26
- Europacup II (8x)

1964/65, 1968/69, 1977/78, 1981/82, 1983/84, 1984/85, 1991/92, 1994/95
- UEFA Cup (10x)

1971/72, 1972/73, 1974/75, 1975/76, 1976/77, 1980/81, 1982/83, 1989/90, 2000/01, 2002/03
- Jaarbeursstedenbeker (6x)

1962/63, 1963/64, 1965/66, 1966/67, 1967/68, 1969/70
- UEFA Super Cup (4x)

1987, 2003, 2004, 2011
Bijzonderheden Europese competities:
| Bijzonderheid                 | Datum      | Tegenstander      | Uitslag | Plaats   | Naam           | Aantal |
| ----------------------------- | ---------- | ----------------- | ------- | -------- | -------------- | ------ |
| Hoogste overwinning           | 25-07-2001 | Barry Town FC     | 8-0     | Porto    |                |        |
| Hoogste nederlaag             | 10-11-1965 | Hannover 96       | 0-5     | Hannover |                |        |
| Hoogste nederlaag             | 13-09-1978 | AEK Athene        | 1-6     | Athene   |                |        |
| Hoogste nederlaag             | 09-03-2010 | Arsenal FC        | 0-5     | Londen   |                |        |
| Hoogste nederlaag             | 21-04-2015 | FC Bayern München | 1-6     | München  |                |        |
| Hoogste nederlaag             | 14-02-2018 | Liverpool FC      | 0-5     | Porto    |                |        |
| Speler met meeste wedstrijden | 06-12-2005 |                   |         |          | Vítor Baía     | 98     |
| Speler met meeste doelpunten  | 18-5-2011  |                   |         |          | Radamel Falcao | 22     |

UEFA Club Ranking: 18 (07-07-2025)

## Records & Statistieken

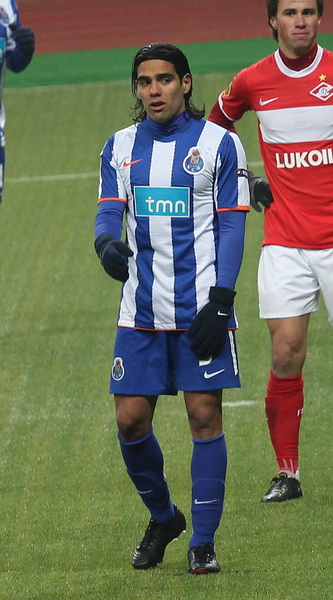
Radamel Falcao was tot 2012 de duurste uitgaande transfer.

De club staat bekend om haar transferbeleid. Vele spelers werden in het verleden met grote winst doorverkocht aan Europese topclubs.

### Uitgaande transfers
| Nummer | Naam speler      | Naar club             | Bedrag in miljoenen euro | Jaar |
| ------ | ---------------- | --------------------- | ------------------------ | ---- |
| 1      | Éder Militão     | Real Madrid           | ±50                      | 2019 |
| 2      | Eliaquim Mangala | Manchester City       | ±45                      | 2014 |
| 2      | James Rodríguez  | AS Monaco             | ±45                      | 2013 |
| 3      | Hulk             | Zenit Sint-Petersburg | ±40                      | 2012 |
| 3      | Radamel Falcao   | Atlético Madrid       | ±40                      | 2011 |
| 4      | André Silva      | AC Milan              | ±38                      | 2017 |
| 5      | Jackson Martínez | Atlético Madrid       | ±37,1                    | 2015 |
| 6      | Danilo           | Real Madrid           | ±31,5                    | 2015 |
| 6      | Anderson         | Manchester United     | ±31,5                    | 2007 |
| 7      | Pepe             | Real Madrid           | ±30                      | 2007 |
| 7      | Ricardo Carvalho | Chelsea               | ±30                      | 2004 |
| 8      | Alex Sandro      | Juventus              | ±26                      | 2015 |
| 9      | João Moutinho    | AS Monaco             | ±25                      | 2013 |
| 10     | Ricardo Quaresma | Inter Milan           | ±24,6                    | 2008 |

### Inkomende transfers
| Nummer | Naam speler       | Van club            | Bedrag in miljoenen euro | Jaar |
| ------ | ----------------- | ------------------- | ------------------------ | ---- |
| 1      | Giannelli Imbula  | Olympique Marseille | ±20                      | 2015 |
| 1      | Óliver Torres     | Atlético Madrid     | ±20                      | 2017 |
| 2      | Danilo            | Santos FC           | ±13                      | 2011 |
| 3      | Vincent Aboubakar | FC Lorient          | ±12,3                    | 2014 |
| 4      | Shoya Nakajima    | Al-Duhail SC        | ±12                      | 2019 |
| 5      | João Moutinho     | Sporting Lissabon   | ±11                      | 2010 |
| 5      | Héctor Herrera    | CF Pachuca          | ±11                      | 2013 |
| 5      | Adrián López      | Atletico Madrid     | ±11                      | 2014 |
| 6      | Jesús Corona      | FC Twente           | ±10,5                    | 2015 |
| 7      | Lucho González    | CA River Plate      | ±10,25                   | 2005 |
| 8      | Juan Quintero     | Atlético Nacional   | ±10                      | 2012 |
| 9      | Alex Sandro       | Santos FC           | ±9,6                     | 2011 |
| 10     | Jackson Martínez  | Jaguares de Chiapas | ±8,9                     | 2012 |

## Bekende (oud-)Dragões

### Voorzitters
- Jorge Nuno Pinto da Costa (1982–2024)
- André Villas-Boas (2024–heden)

### Spelers
- Bruno Alves
- Ricardo Carvalho
- Casemiro
- Iker Casillas
- Costinha
- Deco
- Steven Defour
- Diego
- Nuno Espírito Santo
- Radamel Falcao
- Paulo Ferreira
- Fredy Guarín
- Helton
- Hulk
- Lisandro López
- Maniche
- Jackson Martínez
- Bruno Martins Indi
- Benedict McCarthy
- Raul Meireles
- Éder Militão
- João Moutinho
- Pepe
- Ricardo Quaresma
- James Rodríguez
- André Silva
- Mehdi Taremi

### Trainers
- Co Adriaanse
- Martín Anselmi
- Sérgio Conceição
- Francesco Farioli
- Jesualdo Ferreira
- José Mourinho
- Vítor Pereira
- Bobby Robson
- Fernando Santos
- André Villas-Boas

## Overige sporten
Basketbal
10 keer landskampioen (1951, 1952, 1971, 1978, 1979, 1982, 1996, 1997, 1999, 2004), 12 keer de nationale beker, 5 keer de ligabeker, 4 keer de supercup en 1 keer de cup van champions.
Biljarten
54x landskampioen, 19x de nationale beker, 6x de supercup
Boksen
7x landskampioen,
Handbal
15x landskampioen, 7x de nationale beker, 3x de ligabeker, 5x de supercup.
Rolhockey
Het rolhockeyteam werd 19 keer landskampioen (1983, 1984, 1985, 1986, 1987, 1989, 1990, 1991, 1999, 2000, 2001, 2002, 2003, 2004, 2005, 2006, 2007, 2008, 2009) en won verschillende nationale bekers. Het won de Champions League in 1986 en in 1990, het Europese bekertoernooi in 1982 en 1983, en de Europese Supercup in 1987, ook 13x de nationale beker en 17x de supercup.
Strandvoetbal
1x landskampioen, 2 keer Ibérica cup
Superleague formula
3x internationaal kampioen
Volleybal
37x landskampioen, 6x nationale beker
Wielrennen
24x landskampioen
Zwemmen
19x landskampioen, 3x nationale beker

## Trivia
- FC Porto stelt in zijn museum, gevestigd in het stadion, meer dan 23.000 trofeeën tentoon.